# Wendelin Morgenthaler
Wendelin Morgenthaler (* 18. Oktober 1888 in Fautenbach; † 22. April 1963 in Achern) war ein deutscher Pädagoge und Politiker (CDU).

## Leben und Beruf
Nach dem Besuch des Gymnasiums absolvierte Morgenthaler das Lehrerseminar und arbeitete anschließend als Volksschullehrer. Er nahm als Soldat am Ersten Weltkrieg teil, war dann erneut im Schuldienst tätig und wurde 1926 Hauptlehrer in Achern. 1935 wurde er strafversetzt, nach dem Attentat vom 20. Juli 1944 dann verhaftet. Später war er als Rektor an einer Volksschule tätig.

## Politik
Morgenthaler trat 1910 in die Zentrumspartei ein. Nach der Machtübernahme der Nationalsozialisten wurde er aus seinen politischen Ämtern entfernt. 
Nach 1945 schloss sich Morgenthaler der CDU an. Er war Kreistagsmitglied des Kreises Bühl. Dem Deutschen Bundestag gehörte er seit dessen erster Wahl 1949 bis 1957 an. Er vertrat als direkt gewählter Abgeordneter den Wahlkreis Rastatt im Parlament.
Morgenthaler amtierte von 1945 bis 1955 als Bürgermeister der Stadt Achern. 

## Auszeichnungen
- 1952: Bundesverdienstkreuz (Steckkreuz)